# Суберкасо, Рамон
Рамон Суберкасо Викунья (исп. Ramón Subercaseaux Vicuña; 10 апреля 1854, Вальпараисо — 19 января 1937, Винья-дель-Мар, Вальпараисо) — чилийский художник и дипломат, многие годы проживший в Европе. Сенатор (1906—1913), министр иностранных дел Чили (1915). Отец художника и католического монаха Педро Суберкасо (1880—1956). Известен, помимо прочего, своей дружбой с Джоном Сингером Сарджентом. 

## Биография

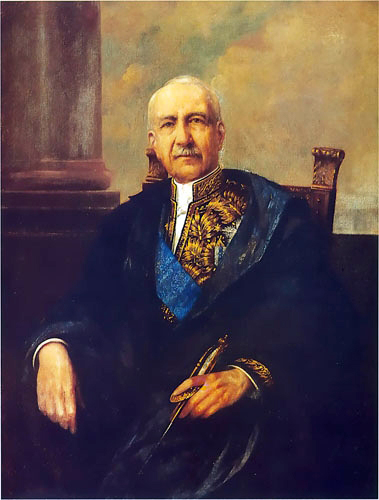
Портрет Рамона Суберкасо в преклонном возрасте.

Родился в 1854 году в Вальпараисо младшим из 13 детей в богатой семье. Его дед, Франсуа Сюберказо (Франсиско Суберкасо; ок. 1730—1800), уроженец гасконского города Дакс, эмигрировал из Франции в Чили, где преуспел, вкладывая деньги в горнодобывающую промышленность. Тем же бизнесом занимался и отец художника, президент (спикер) чилийского сената (верхней палаты парламента; 1854—55) Рамон Суберкасо Меркадо (1790—1859). 
С 1871 по 1874 год будущий художник изучал право в Чилийском университете, а затем увлекся живописью и отправился в Рим, где брал  уроки у испанского художника Хосе Гарсиа Рамоса.
В 1879 году он женился на Амалии Эррасурис Урменета, дочери Максимиано Эррасуриса и сестре художника Хосе Томаса Эррасуриса. В этом браке родилось шестеро детей, в том числе художник Педро, спортсмен Луис и католический епископ Ла-Серены Хуан Суберкасо. 
Три года, в 1879—82 годах, Рамон был избран в Палату депутатов Чили (нижнюю палату парламента), после чего в 1882 году был назначен чилийским консулом в Париже. В дальнейшем работал на дипломатических должностях в Италии и Германии и был довольно успешен в качестве дипломата. Так, поддержка Чили кайзером Вильгельмом II, которой сумел добиться Суберкасо, сыграла важную роль в предотвращении войны с Аргентиной. В то же время, Суберкасо не оставлял занятий живописью и много вращался в артистических кругах. 
В 1903 году он вернулся в Чили, в 1906 году был избран в Сенат, где заседал вплоть до 1912 года. В 1915 году в течение года занимал пост министра иностранных дел Чили. В 1924 году стал послом Чили при Святом Престоле. Во время его пребывания в должности Конгресс Чили принял Конституцию 1925 года , которая установила разделение церкви и государства, однако отношения с Папой Пием XI оставались теплыми.
Был награжден прусским орденом Короны первой степени и большим крестом ордена Короны Италии, а также другими наградами.
Портреты Рамона Суберкасо и его жены были написаны Джоном Сингером Сарджентом.

## Галерея

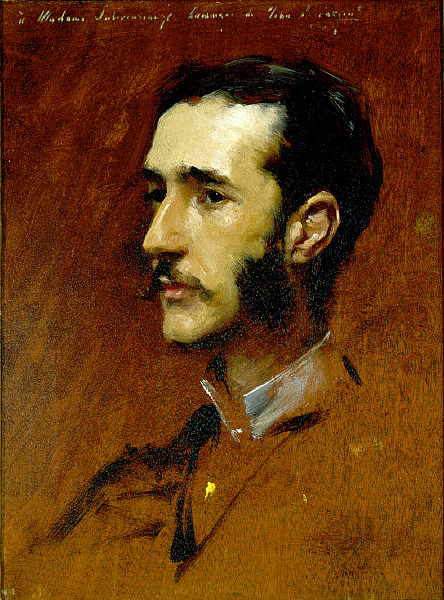
Джон Сингер Сарджент. Портрет Рамона Суберкасо
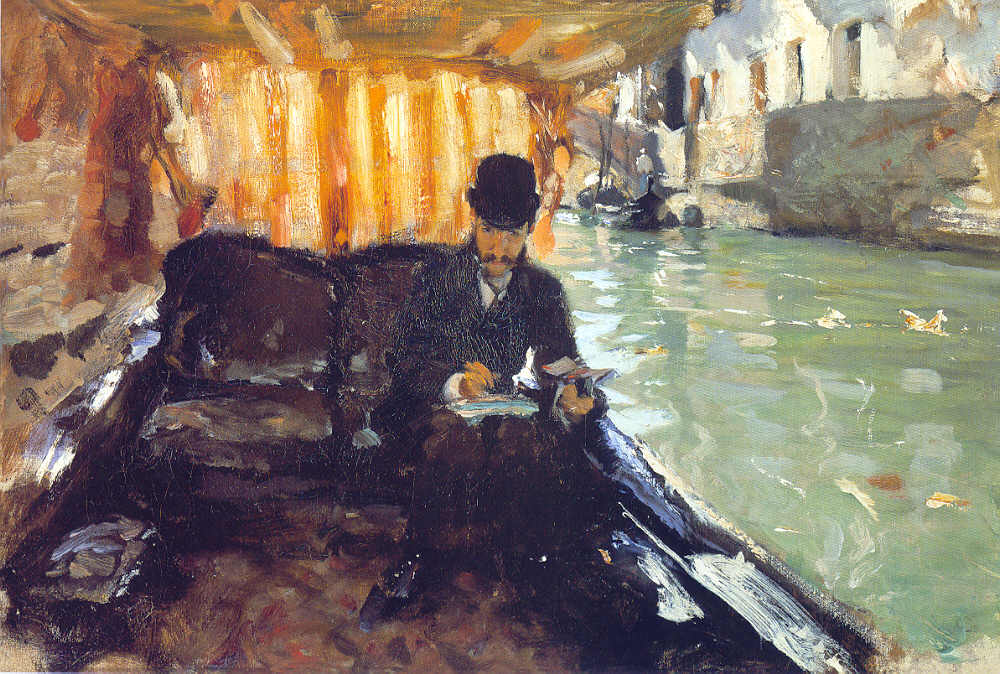
Джон Сингер Сарджент. Портрет Рамона Суберкасо в венецианской гондоле.
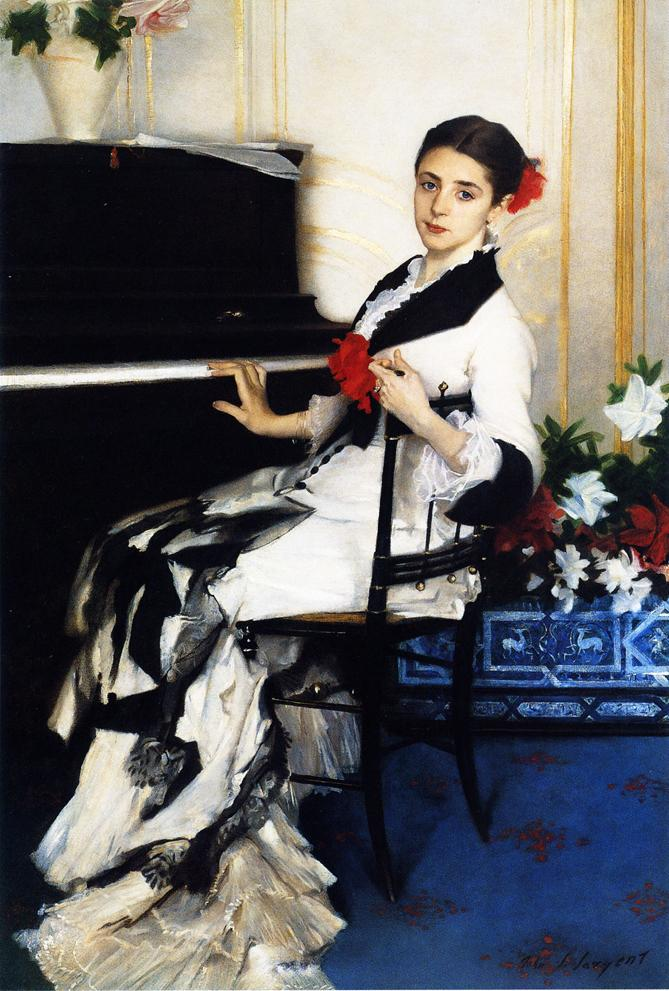
Джон Сингер Сарджент. Портрет мадам Суберкасо.
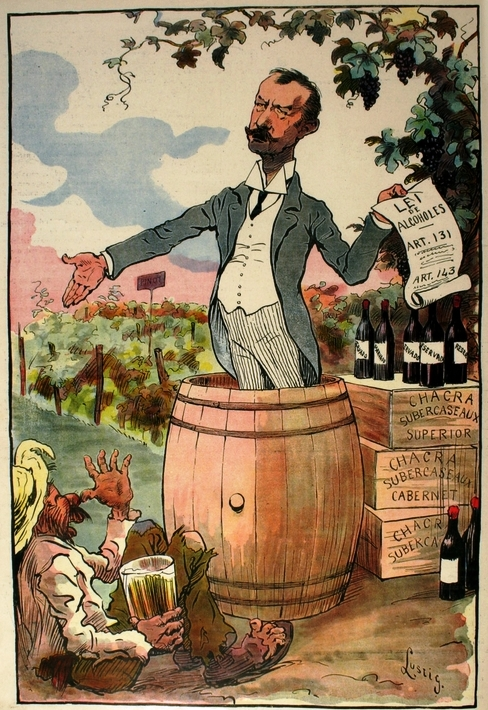
Педро Суберкасо. Журнальная карикатура на отца-сенатора, Рамона Суберкасо. «Винодел, который борется с алкоголизмом, то же самое, что и черт, продающий кресты».
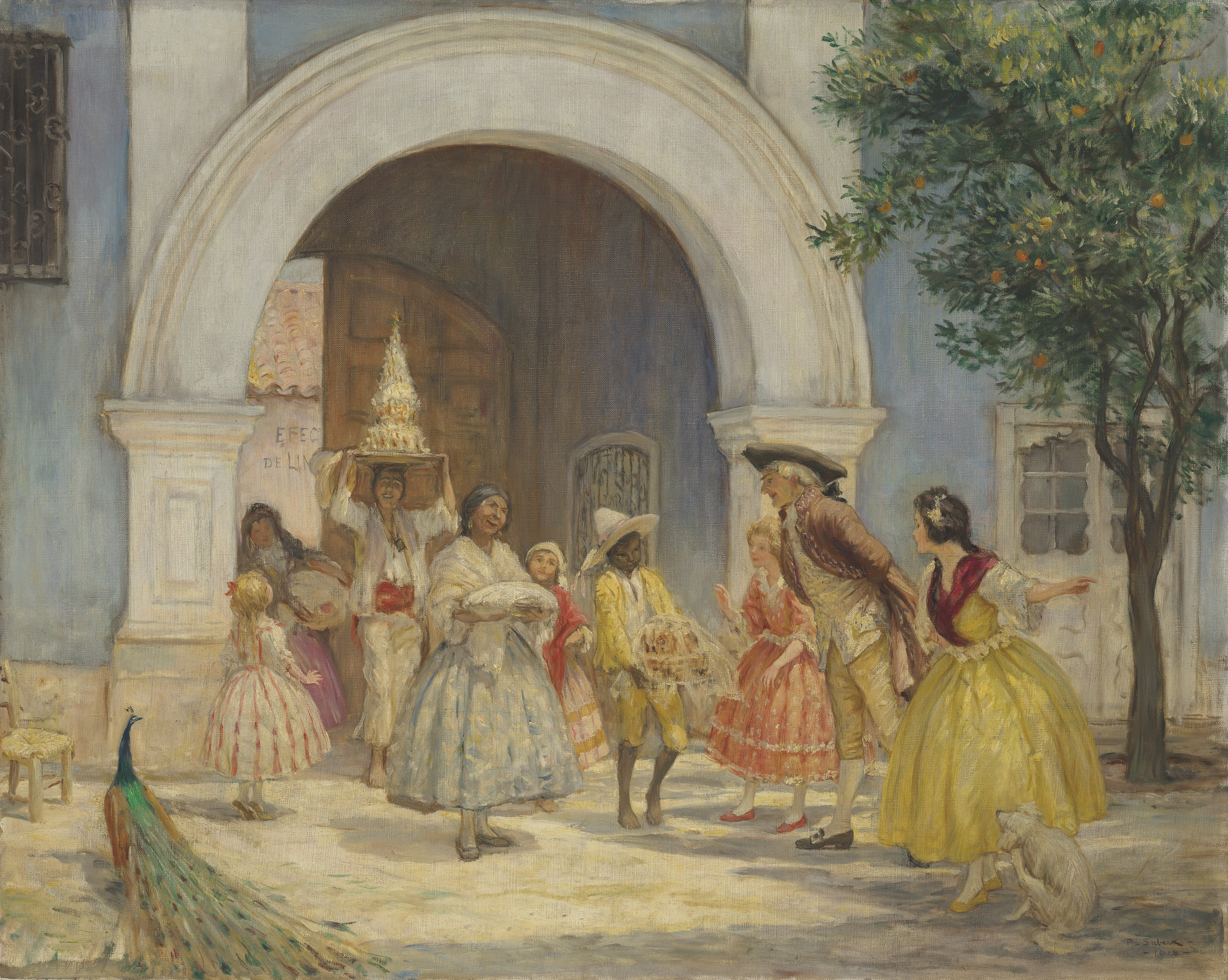
Рамон Суберкасо. Сцена в старом Сантьяго.
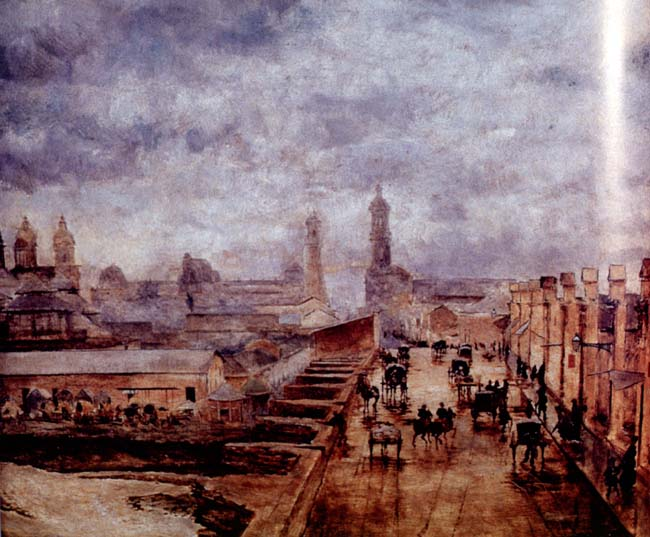
Рамон Суберкасо. Старый мост Кали-Канто в Сантьяго.
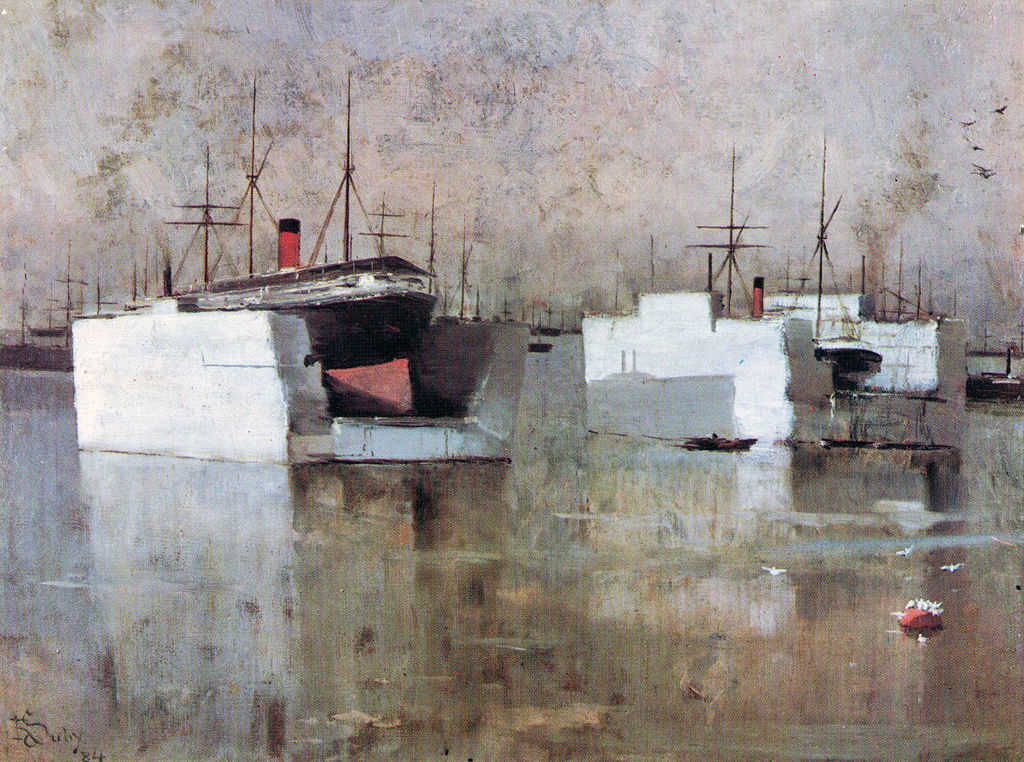
Рамон Суберкасо. Доки Вальпараисо.